# Pseudomicrodes decolor
Pseudomicrodes decolor är en fjärilsart som beskrevs av Hans Rebel 1907. Pseudomicrodes decolor ingår i släktet Pseudomicrodes och familjen nattflyn. Inga underarter finns listade.